# Генический маяк
Генический маяк — маяк на берегу Утлюкского лимана Азовского моря. Находится в Геническе, Геническом районе Херсонской области Украины.

## История
Инициатива строительства маяка принадлежит историку Фердинанду Врангелю. Маяк начали строить в 1874 году лучшими французскими специалистами того времени. Строили в течение пяти лет, до 1879 года. Из-за Русско-турецкой войны 1877—1878 годов маяк не светил, а функционировал как несветящий навигационный знак. И только в 1883 году его сделали светящим. Восточная граница сектора защищала мореплавателей от пятиметровой отмели, лежавшей к западу от Бирючей косы, а другая, что ближе к Геническу, указывала на начало Генического подходного канала, строительство которого было завершено в 1900 году. Был сильно повреждён во время Великой Отечественной войны, огонь был восстановлен в 1944 году, а здание восстановлено и отремонтировано в 1961 году. В 1977 году на маяке установлен дополнительно белый проблесковый огонь, а в 1990 году — радиомаяк.

## Описание
Маяк представляет собой двухэтажный дом с маячной башней, стоящей на высоком берегу Утлюкского залива. Общая высота над уровнем моря составляет 25,4 м. Высота огня — фокальная плоскость 21 метр. Огонь — вспышка белого цвета каждые 5 секунд; фиксированный огонь красного цвета установлен ниже фокальной плоскости основного огня. 12-метровая квадратная цилиндрическая каменная башня, пристроенная к передней части 2-этажного дома смотрителя. Маяк выкрашен в белый цвет с чёрной вертикальной полосой.

## Галерея

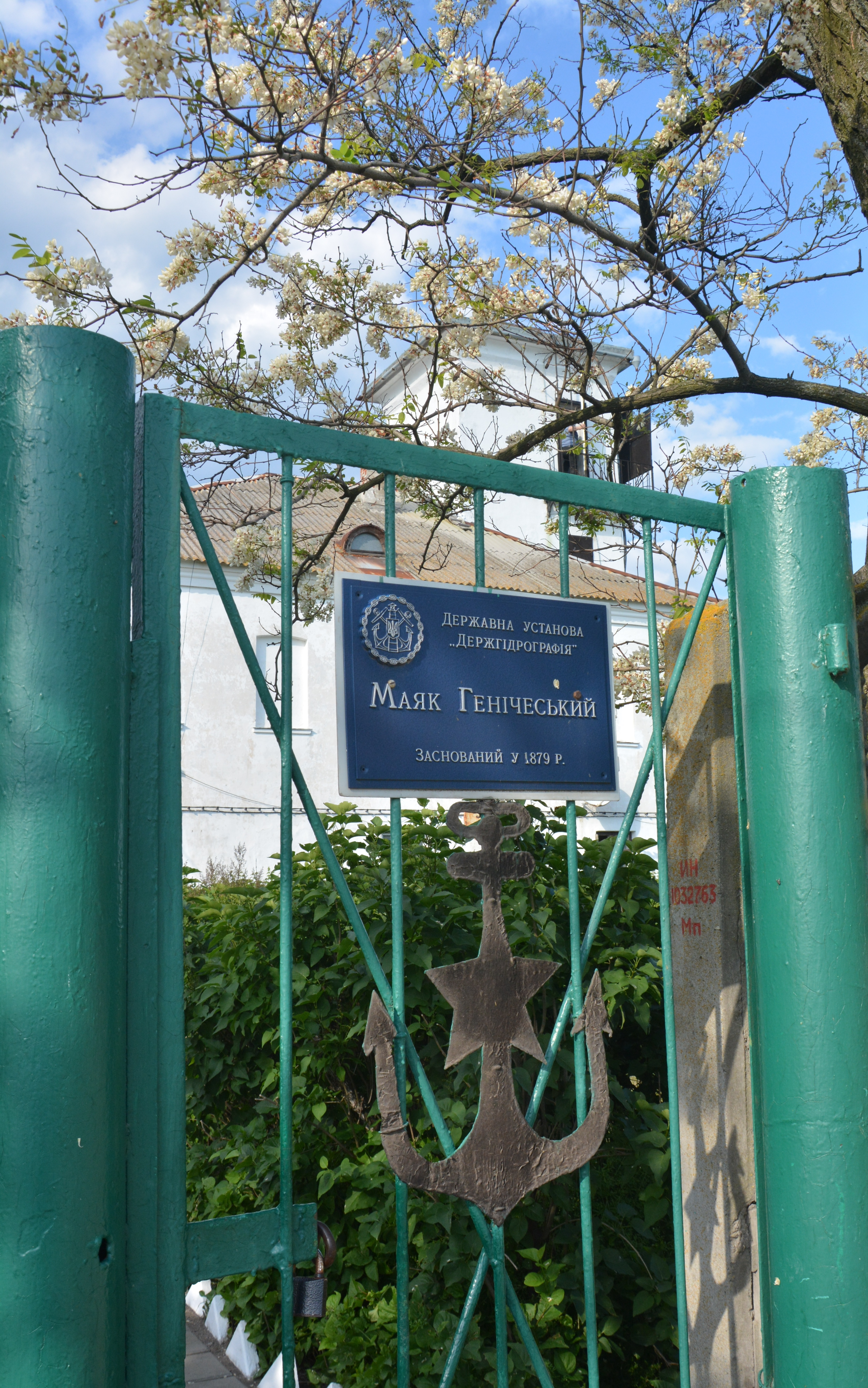
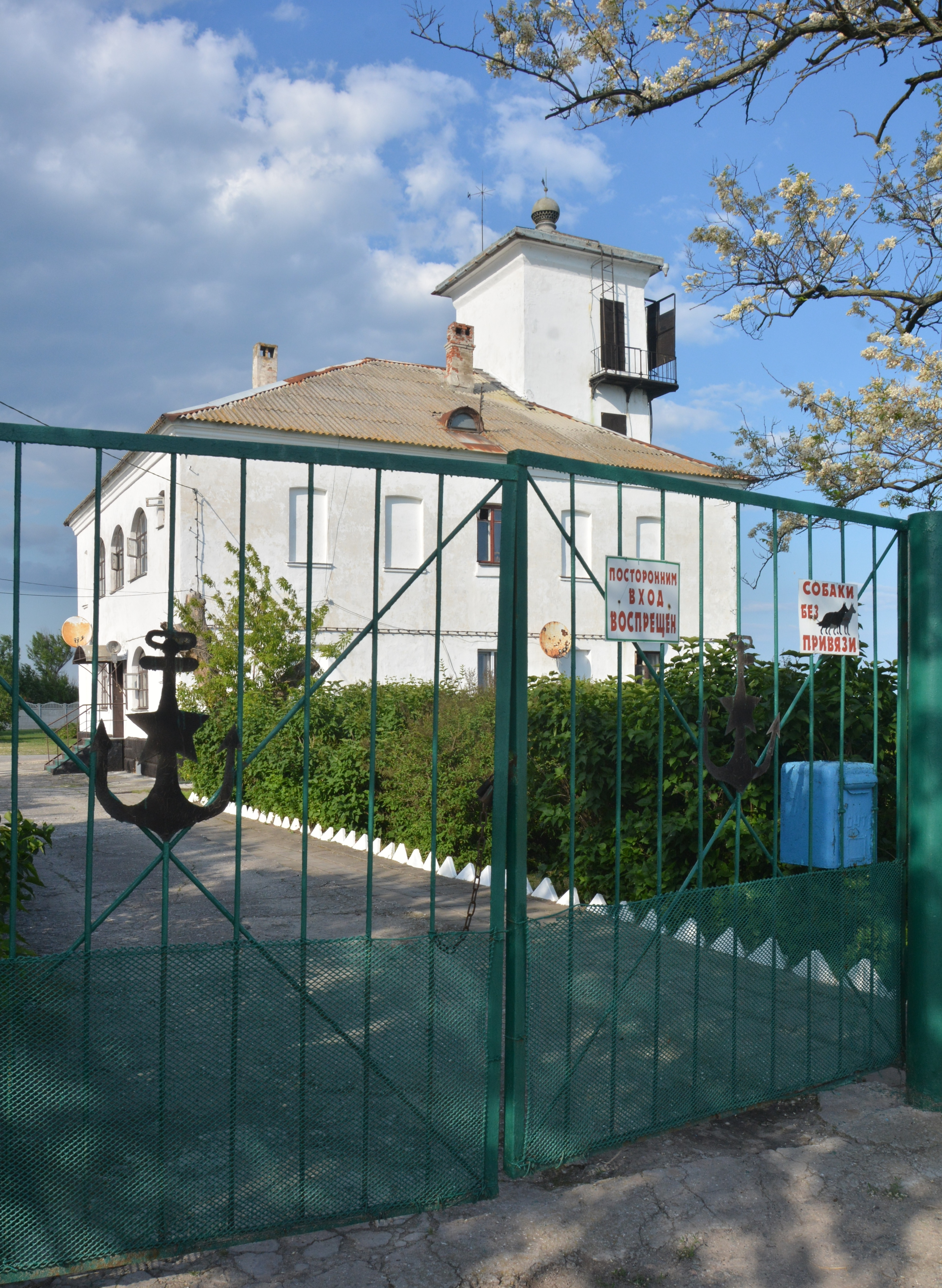
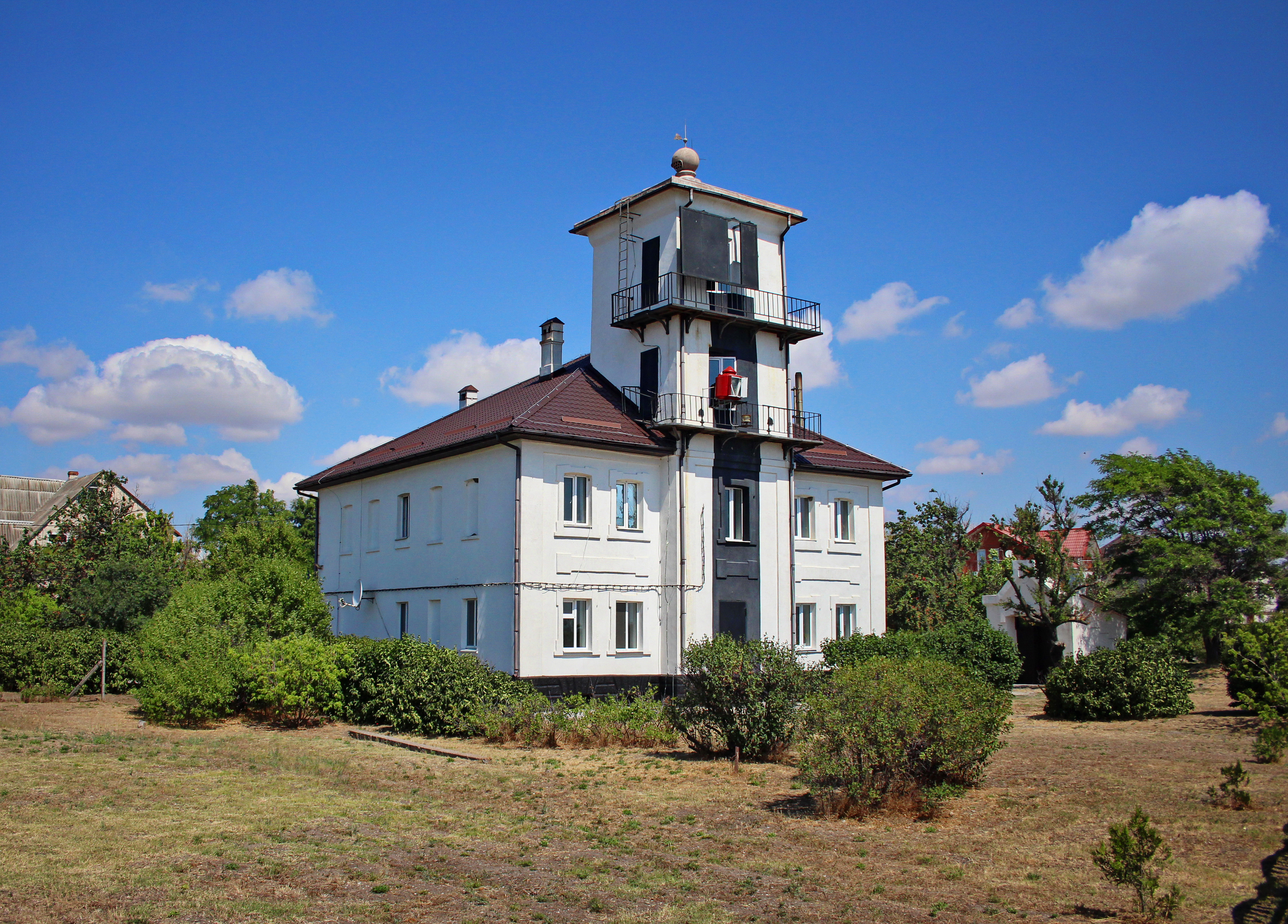
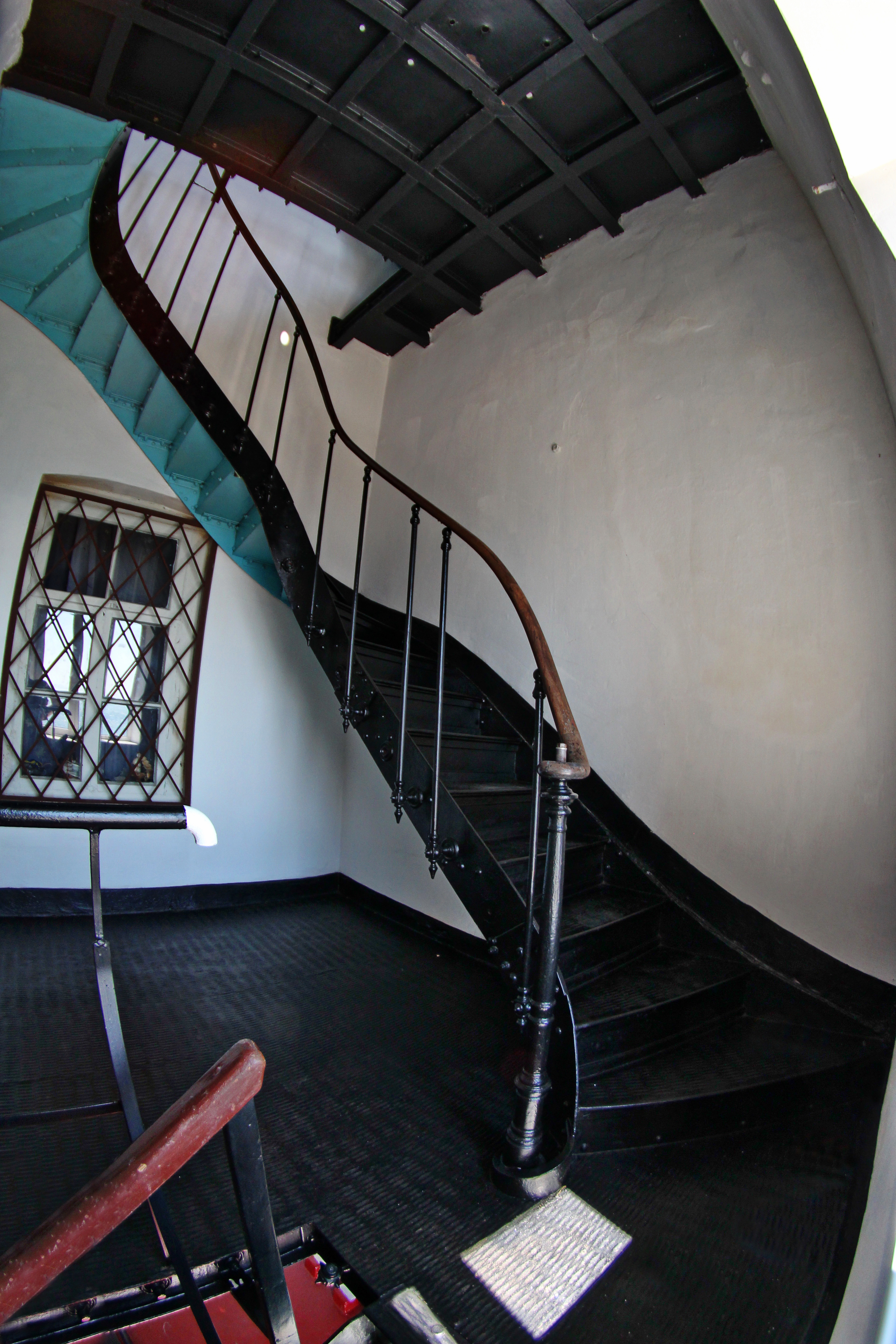
Вид внутри